# دو نفر و نصفی
دو نفر و نصفی عنوان فیلمی سینمایی ساخته یدالله صمدی، محصول سال ۱۳۷۰ ایران است. صمدی این داستان را با نگاهی به داستان سه مرد و یک سبد اثر کولین سِرو نوشته‌است.
علیرضا خمسه با بازی در دو نفر و نصفی، در سال ۱۳۷۰، کاندیدای بهترین بازیگر نقش دوم مرد در بخش مسابقهٔ سینمای ایران گردید.

## داستان
زن جوانی (آتنه فقیه‌نصیری) دختر ۱۱ ماهه‌اش، پریسا را به پارک می‌بَرَد، اما کالسکه در سراشیبی پارک به حرکت درمی‌آید و از پارک خارج می‌شود. زن مسیری را به دنبال کالسکه می‌دود، اما در نهایت آن را گم می‌کند. کالسکه مقابل خانهٔ دو پسرعمو، به نام‌های خسرو (فرامرز قریبیان) و علی‌رضا (علیرضا خمسه)، متوقف می‌شود. خسرو راننده است و علیرضا عکاس دوره‌گرد و دلقک. پسرعموها سعی می‌کنند پریسا را به دیگران بسپارند و از دست او خلاص شوند، اما کسی حاضر نمی‌شود از او نگهداری کند. در نهایت، مجبور می‌شوند خود از پریسا مراقبت کنند. آن دو به‌تدریج به دختر کوچک علاقه‌مند می‌شوند و حضور پریسا زندگی این دو مرد مجرد را به‌کلی تغییر می‌دهد….